# Sebastian od Objawienia
Sebastian od Objawienia (ur. 20 stycznia 1502 r. w La Gudiña; zm. 25 lutego 1600 r. w Puebla) – hiszpański błogosławiony Kościoła katolickiego. 
Pochodził z religijnej rodziny. Gdy był dzieckiem pracował u rolników, a także dużo czasu spędzał na modlitwie. W 1533 r., mając 31 lat wyjechał do Meksyku do pracy. Miał żonę, która jednak zmarła krótko po ślubie. Ponownie się ożenił, lecz druga żona także szybko zmarła. Gdy miał 71 lat, przyjęto go do Zakonu Braci Mniejszych. Zmarł 25 lutego 1600 r.
Został beatyfikowany przez papieża Piusa VI w 1789 r.